# الرجل الأخضر (مارفل)
الرجل الأخضر (بالإنجليزية: The Hulk) واسمه الحقيقي د.بروس بانر؛ شخصية خيالية، ظهر كبطل في مجلات مارفل الهزلية على يد ستان لي وجاك كيربي في شهر مايو عام 1962. أُنتج مسلسل أمريكي باسم الرجل الأخضر ونال شهرة واسعة في العالم العربي في الثمانينات. قام ببطولة المسلس بطل كمال الأجسام لو فريغنو.

## أصل الشخصية
كان والده هو الدكتور وعالم الفيزياء (براين بانر) ووالدته هي (رييبيكا) التي كانت مهتمة ببروس جدًا. كان والد بروس مدمنًا على الكحول وسريع الغضب وكان يكره بروس جدًا بسبب اهتمام رييبيكا الزائد به، وحتى بعد أن أصبح بروس شاباً نحيفاً وضعيفاً ظل يتعرض للعنف من والده وكان يهرب من عنفه وغضبه بالذهاب لزيارة ابنه عمه جينفير (شي هالك) في الصيف ويطالعان الكتب معاً في المكتبة حتى تغلق عليهم.
تحولت حياة بروس الي مأساة بعد قيام والده بقتل والدته رييبيكا ودخوله مستشفى الامراض العقلية، عاش بروس بعد ذلك مع اخته سوزان التي تفهمت مأساته وما عاشه في طفولته. كانت سوزان ترعاه وكأنه ابنها بسبب فارق السن الكبير بينهم. لاحظت معلمة بروس بأنه شديد الذكاء والموهبة فاطلقوا عليه لقب (الطفل المعجزة).
بعد خروجه من الثانوية؛ درس بروس الفيزياء في نيومكسيكو وتنقل بين عدة جامعات منها هارفارد، وعمل أيضاً مع طالب آخر يدعى والتر على مشروع إشعة جاما حيث ابرز اهتمامه بها، والتقى بروس بتوني ستارك خلال فترة الدراسة واصبحوا أصدقاء.
سار توني على خطى والداه بينما حصل بروس على الدكتوراه في الفيزياء النوويه من جامعة كاليفورنيا للتكنولوجيا، في النهاية ذهب بروس للعمل في منشأة الأبحاث السرية الخاصة بوزارة الدفاع في نيو مكسيكو، وهناك التقي بالجنرال روس (ريد هالك) وابنته (بيتي) التي وقع في حبها لاحقُا.
عمل بروس على مشروع اشاعة غاما السري وبعد انفجار مشروع غاما تحول بروس إلى هالك.

## مستوى القوة
تعتبر قدرات هالك مرتبطة بالغضب وبتحديد انتشار الأدرينالين في جسمه و غضبهُ ليس له نهاية.
و يمكن لها أن تصل لأي أحد فيعتبر هالك ليس لهُ حدود في قوته
-انفجار غاما طور بنيته الخلوية وحسّن عضلاته لدرجة انه اضاف له اكتر من 360 كم لجسده
-اعتبره مستر فنتاستك تهديد من تصنيف اوميجا مثل شخصيات بقوة مرعبه و جبارة مثل سنتري - جين جراي - راتشيل سامرز يعتبر هالك من اقوي شخصيات كون مارفل
-قوة هالك البدنية
مثل ما قلنا قوة هالك البدنية ليس لها نهاية حسب كلام كيان من اقوي كيانات مارفل وهو {Beyonder} و هذه المعلومة تم تأكيدها من كيان{Stringer}
وطبقاً لحسابات الماد ثينكر فعلاً قوة هالك خارقة واضعف مستويات هالك هي هالك الرمادي
{Joe Fixit}
واقوي نسخ لهالك
{ world breaker hulk}
{immortal hulk}
{punisher hulk}
رغم كل المستويات اثبت totally awesome hulk ان بروس بإمكانه السيطرة نوعاً ما على قدرات هالك
حتى لا يؤذي اي احد... لا يمكن للمرء أن يتخيل ما سيحدث لو فقد السيطرة على هالك!!
-عامل الشفاء
نفس الشيء وهي ايضاً مرتبطة بغضب هالك بسبب هذا عامل شفاء هالك من اقوي عوامل الشفاء في عالم مارفل كلها لأن كل ما ازداد غضبه بيزيد عامل الشفاء لدرجة أنه لا يستطيع ان يخدش و في إحدى المرات مايسترو (نسخه مستقبلية من هالك) في معركة معه اتقسم هالك لذرات حرفياً وتجدد في ثواني ومره اخري وفي معركه مع فيكتور حرق جسمه بالكامل وهالك تجدد كليٱ في ثانيه
ومره أخرى أيضا تقاذفت قطع جسم هالك في كل مكان ثم في غمضة عين اعاد تجديد نفسه كأن شيئا لم يحدث
و مره أخرى حقنت ابنته كارميلا بلاك جسده بماده تعطل عامل الشفاء لكن اماديوس تشو جعله يغضب بما في الكفاية كي يتغلب على المادة التي داخل جسده
وفي مره اخرى تمكن من تحمل ضربة قويه جدآ من اله الالهة الإغريقية زيوس الذي هو نظرياً بنفس قوة اودين وتعافى منها بسرعه كبيره
-لدى هالك مناعة كليه من الأمراض
-الخلود
هالك و Mr immortal هما الوحيدان اللذان سوف يريان نهاية الاكوان، حتى لو مات سيكون ذلك مؤقتا ثم يعود للحياة ثانية
-السرعة وقدرات القفز
يقدر هالك بدون أي مجهود القفز 1000 ميل في قفزه واحده
و يستطيع القفز من الأرض لقمة جبل اوليمبوس او من الأرض الي مدار كوكب المريخ!!
-يستطيع هالك النفخ فقط في الهواء و ذلك كفيل بأن يدمر جبالا و قواعد و قوات عسكرية دفعة واحدة
وأيضاً "Thunder clap"
عندما يصفق بيديه ينتج موجات صوتيه مدمره لدرجة أن قوة الهزة حينها تقارن بالزلازل!!

## أهم الفرق
Avengers
Bannervengers
Challengers Of Doom
Cosmic Avengers
Cosmic Champions
Dark Ultimates
Defenders
Fantastic Four
Human High Council
Servants of Onslaught
Heralds of Onslaught
Heroes For Hire
Hulk Gang
Hulkbusters
Human High Council

## نقاط الضعف
-رغم ان هالك لا يخش الا ان هناك معدن واحد يستطع اختراقه حتي وهو معدن الادمنتيوم الذي في جسد وولفرين
-يوجد شخصيات متعددة في داخل راس بروس بانر لهالك ليس شخصية واحدة فقط وهذا يسمي مرض الانفصام أو الشخصيات المتعددة
-ذكريات لوالده
-ليس منيع كفاية ضد الهجمات العقلية

## أهم الاعداء
maestro
leader
abomination
grey gargoyle
nightmare
rhino
absorbing man
red hulk
juggernaut
glen talbot

## بواسطة
فريق كوميكس بالعربي